# Evelyn Holt

Evelyn Holt 1928 auf einer Fotografie von Alexander Binder

Evelyn Holt (* 3. Oktober 1906 in Charlottenburg als Edith Toni Elsbeth Wenckens; † 31. Januar 2001 in Los Angeles, USA) war eine deutsche Schauspielerin.

## Leben
Die Tochter des Journalisten Waldemar Sklarz und der Kontoristin Sophie Wenckens trug ab der Heirat ihrer Eltern 1907 den Familiennamen ihres Vaters. So begann sie ihre Filmkarriere unter dem Namen Edith Sklarz. Erst nachdem sie in dem Film Briefe, die ihn nicht erreichten aufgefallen war und für eine Hauptrolle in Spitzen engagiert wurde, nahm sie den Künstlernamen Evelyn Holt an. Die attraktive junge Frau avancierte schnell zu Hauptrollen neben Gustav Fröhlich und Hans Albers. Nach Gesangsunterricht wurde sie 1931 als Soubrette an das Große Schauspielhaus in Berlin verpflichtet.
Die Machtergreifung der Nationalsozialisten beendete jedoch ihre Filmkarriere nach sieben erfolgreichen Jahren, da sie als „Halbjüdin“ ein Berufsverbot beim Film erhielt. Sie hielt sich noch mit Engagements als Soubrette an der Komischen Oper in Berlin über Wasser. Als sie 1937 den jüdischen Verleger Felix Guggenheim (1904–1976) heiratete, war ihr auch das nicht mehr möglich. Im Jahr 1938 emigrierte das Paar zunächst in die Schweiz, um 1940 nach England überzusiedeln, später in die USA. Dort wurde Felix Guggenheim Exilverleger von Autoren wie Thomas Mann, Franz Werfel, Lion Feuchtwanger und Alfred Döblin.
Evelyn Holt blieb bis an ihr Lebensende in den USA und drehte nie wieder einen Film.

## Filmografie (Auswahl)
- 1925: Briefe, die ihn nicht erreichten; Regie: Friedrich Zelnik
- 1926: Spitzen
- 1926: Die Waise von Lowood
- 1927: Liebelei
- 1927: Die elf Teufel
- 1928: Frauenarzt Dr. Schäfer
- 1928: Der fesche Husar; Regie: Géza von Bolváry
- 1928: Ein Mädel und drei Clowns
- 1928: Freiwild[4]; Regie: Holger Madsen
- 1928: Der Mann mit dem Laubfrosch
- 1929: Ehe in Not
- 1929: Mädchen am Kreuz
- 1929: Nachtlokal
- 1930: Eine Stunde Glück; Regie: William Dieterle
- 1930: Das Wolgamädchen; Regie: Robert Wohlmuth
- 1930: Namensheirat; Regie: Heinz Paul
- 1931: Das Ekel; Regie: Eugen Schüfftan und Franz Wenzler
- 1932: Drei von der Stempelstelle
- 1932: Kampf